# 索賴山
13°23′54″S 72°36′28″W / 13.398245°S 72.607758°W
索賴山（Soray），是秘魯的山峰，位於該國東南部庫斯科大區，屬於安地斯山脈中維爾卡潘帕山脈的一部分，該山峰海拔高度為約5,428米。